# Marc Baumgartner
Marc Baumgartner (ur. 4 marca 1971), były szwajcarski piłkarz ręczny grający jako rozgrywający, reprezentant kraju.
Karierę sportową zakończył w 2006 r.

## Sukcesy
- mistrzostwo Niemiec 1997, 2003
- puchar Niemiec 1995, 1997, 2002

## Nagrody indywidualne
- Mistrzostwa Świata:
  - Król Strzelców Mistrzostw Świata 1993
  - najlepszy lewy rozgrywający Mistrzostw Świata 1993